# Оцеола
 Тази статия е за индианския вожд.  За романа вижте Оцеола (роман).  
Оцео́ла (Осео́ла; англ. Osceola [ˌɒsiːˈoʊlə] или [ˌoʊseɪˈoʊlə], роден през 1804 г. в Талласи, щат Алабама, САЩ, починал на 30 януари 1838 г., Форт Молтри, щат Южна Каролина) е неформален лидер и военачалник на индианското племе семиноли. Предвождал неголям отряд воини по време на Втората семинолска война, когато САЩ се опитват да изтикат семинолите от техните земи. Оказал е голямо влияние на Миканопи, върховен вожд на семинолите.

## Ранни години
Произходът на Оцеола (Били Пауел) е спорен. Неговата майка Поли Копинджер (Polly Coppinger) е метиска от племето на мускогите, родена в селото Талиси в сегашния щат Алабама. Съгласно мускогската традиция, родът се дава от майката и в този смисъл Оцеола е пълноправен муског. За негов баща се счита английският търговец Уилям Пауел, обаче самият Оцеола е твърдял, че баща му е индианец, а майка му се е омъжила за Пауел след неговото раждане.
През 1814 година, след поражението във войната със САЩ, много от мускогите емигрират в Испанска Флорида и се присъединяват към племето на семинолите. Част от тези емигранти са Били Пауел и неговата майка. При достигането на пълнолетието си, Били получава индианското име Оцеола, което представлява английското произношение на мускогската дума asi-yahola (/asːi jahoːla/); asi = церемониална „черна напитка“, приготвяна от yaupon holly, yahola = „крясък“ или „кресльо“.
САЩ купуват Флорида от Испания през 1819 година. През 1823 година във форт Моултри е подписан договор, според който семинолите трябва да напуснат крайбрежните територии и да се преселят навътре в полуострова, т.е. на блатистите земи в централна Флорида, които са малопригодни за живот. За да подпишат този договор, семинолските представители получават големи земеделски участъци в северната част на щата. На Оцеола и неговото семейство се налага да се преселят в блатата.

## Начало на съпротивата
През пролетта на 1832 година семинолските представители са събрани в Пейнз-Лендинг, на река Оклаваха. Агентът по индианските дела (чиновник, упълномощен да води преговори с индианците от името на правителството на САЩ) им предлага да се преселят на земите на мускогите в Арканзас, а също да върнат всички избягали роби на „законните“ им собственици. Пет от семинолските вождове, включително и Миканопи, се отказват да подпишат такъв договор.
Въпреки това през април на 1834 година Сенатът ратифицира Оклавахския договор, давайки на семинолите година да се прехвърлят на запад от Мисисипи. В същата година получава назначение новият индиански агент Уайли Томпсън. Той събира семинолските вождове през октомври 1834 година и ги призовава да се преселят, но в отговор получава отказ. Тогава Томпсън изисква военна помощ и армията започва планомерна подготовка към депортация. Преди това Томпсън забранява продажбата на семинолите на пушки и боеприпаси. Оцеола възприема даденото събитие като опит да се поробят семинолите (при това, една от двете му жени е негърка).
В началото на 1835 година президентът Андрю Джаксън заплашва индианците, че ако те не се преместят на запад доброволно, ще ги заставят на това с военна сила. Няколко от вождовете се съгласяват на преместването при условие, че то ще се отсрочи, останалите отказват. Младият вожд Оцеола оглавява съпротивата на семинолите. Томсън се разпорежда да затворят Оцеола във Форт-Кинг. За да се освободи Оцеола се съгласява да признае договора и да убеди за това своите последователи. На 28 декември 1835 година обаче Оцеола и неговите хора убиват от засада Уайри Томсън и шестима придружители около Форт Кинг. Така започва Втората семинолска война.